# Dan Caine

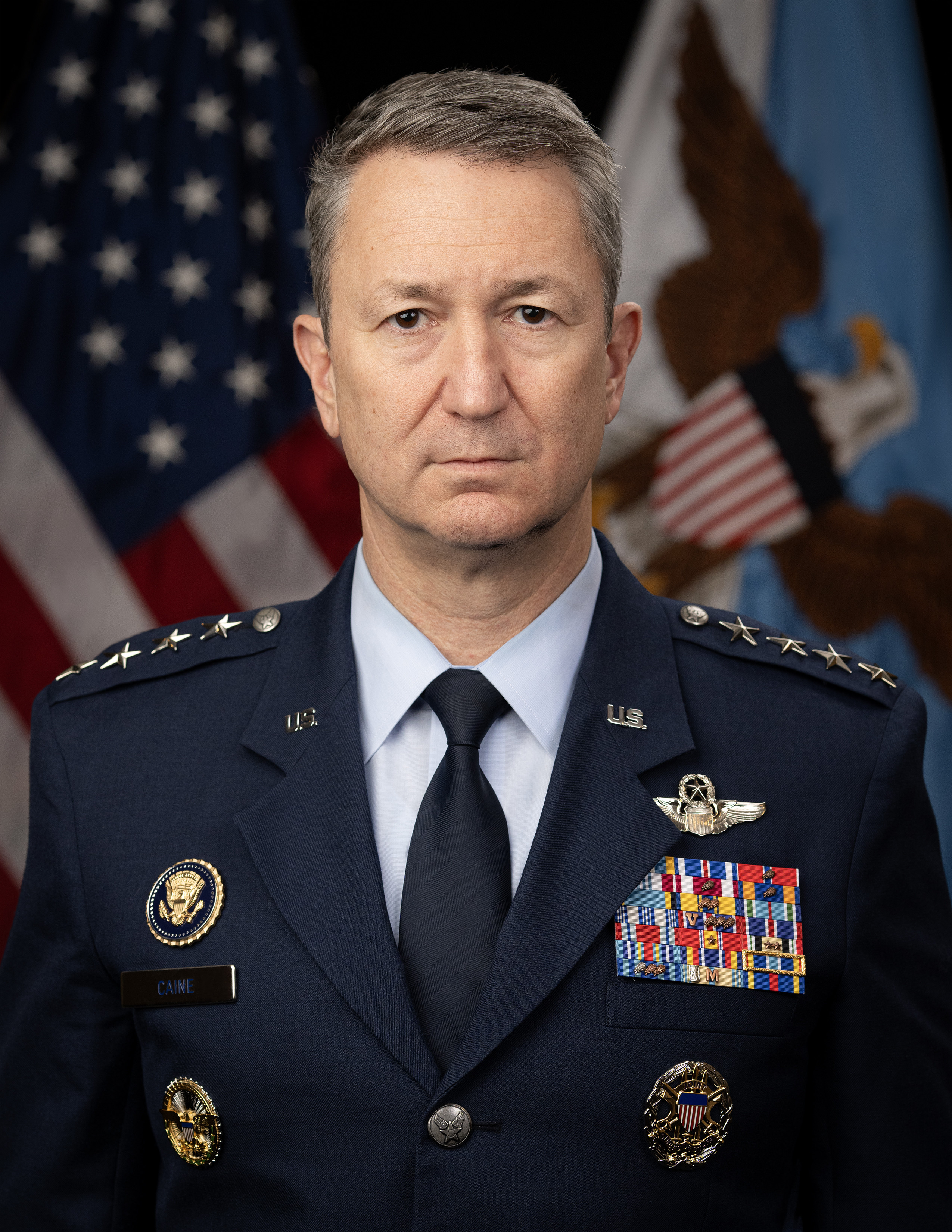
John Dan Caine (2025)

John Daniel „Razin“ Caine (* 10. August 1968 in Elmira) ist ein US-amerikanischer General der United States Air Force und seit dem 11. April 2025 Chairman of the Joint Chiefs of Staff. Er schied im Dezember 2024 nach seiner letzten Verwendung bei der Central Intelligence Agency zunächst als Lieutenant General aus dem aktiven Dienst aus, wurde dann aber 2025 von Donald Trump wieder in den aktiven Dienst zurückgeholt.

## Leben

### Eintritt in die US-Streitkräfte und erste Verwendungen
Dan Caine, dessen Vater Steven Caine bereits Kampfflugzeuge flog, als Pilot einer McDonnell F-4 am Vietnamkrieg teilnahm und als Colonel aus der United States Air Force ausschied, und dessen Mutter als Intensivkrankenpflegerin arbeitete, trat 1990 über das Reserve Officer Training Program (ROTC) am Virginia Military Institute in die US-Streitkräfte ein und erwarb zunächst einen Master of Arts in Air Warfare von der American Military University. Anschließend wurde er von November 1992 bis Dezember 1993 auf der Sheppard Air Force Base in Texas beim Euro-NATO Joint Jet Pilot Training zum Kampfpiloten ausgebildet. Anschließend bewarb er sich bei diversen Einheiten der Air National Guard und schulte bis April 1994 auf die General Dynamics F-16 um und war anschließend auf der Syracuse Air National Guard Base im US-Bundesstaat New York eingesetzt, unter anderem auch als Einsatzoffizier und Fluglehrer. Im Juli 1998 wechselte er in der gleichen Verwendung zur 121st Fighter Squadron auf der Andrews Air Force Base in Maryland und absolvierte anschließend die Fighter Weapons School auf der Nellis Air Force Base in Nevada, bevor er wieder nach Maryland zurückkehrte. Caine war nach den Terroranschlägen am 11. September 2001 einer der zum Schutz von Washington, D.C. und Umgebung eingesetzten Kampfjetpiloten und zeitweise Mission Commander. Von November 2001 bis Februar 2002 war er im Rahmen eines Auslandseinsatzes in Kuwait stationiert, im Rahmen der Operationen Southern Watch und Enduring Freedom. Es schloss sich eine Verwendung von Februar 2002 bis Januar 2003 im United States Central Command auf der MacDill Air Force Base an.
Beförderungen
- 1990 Second Lieutenant
- 1993 First Lieutenant
- 1995 Captain
- 2000 Major
- 2005 Lieutenant Colonel
- 2011 Colonel
- 2016 Brigadier General
- 2019 Major General
- 2021 Lieutenant General
- 2025 General

Von Mai 2003 bis August 2005 schlossen sich Verwendungen in der Arizona Air National Guard in Tucson an. Im dortigen Air Guard Test Center war er unter anderem dafür verantwortlich, neue Ausrüstung vor deren Einführung in die Air National Guards zu testen, wie beispielsweise Nachtsichtgeräte, Zielbeleuchtungsbehälter und neue Datalink-Standards. In dieser Zeit absolvierte er 2004 einen Lehrgang für Stabsoffiziere am Air Command and Staff College als Fernlehrgang. Anschließend war er bis September 2006 als White House Fellow im United States Department of Agriculture in Washington, D.C. eingesetzt, danach im Büro des Präsidenten der Vereinigten Staaten als Policy Director for Counterterrorism and Strategy. Danach folgte ein weiterer Auslandseinsatz von Januar bis Juli 2008 als Kommandeur der Joint Special Operations Task Force in Balad im Irak im Rahmen der Operation Iraqi Freedom. Danach folgte eine weitere fliegerische Verwendung wiederum auf der Andrews Air Force Base auf der F-16, bevor er von November 2010 bis Juni 2012 Director of Operations im Joint Force Headquarters der District of Columbia Air National Guard war und von Juni 2012 bis Juni 2014 als Kommandeur die 113th Maintenance Group ebenfalls in Andrews kommandierte.
Ab 2009 bis 2016 war Caine in Teilzeit Mitglied der Nationalgarde und zusätzlich als Investor tätig. Unter anderem war er Mitbegründer einer Regionalfluggesellschaft und anderer kleinerer Firmen.

### Dienst als General
im Juni 2014 wurde er erneut im Joint Force Headquarters der District of Columbia Air National Guard eingesetzt und war im Mai und Juni 2016 als Brigadier General der stellvertretende kommandierende General der District of Columbia Air National Guard. Von Juni 2016 bis Mai 2018 war er Assistent des stellvertretenden Kommandeurs des United States Special Operations Command in Fort Bragg, North Carolina und Washington, D.C. und dann bis September 2019 selbst Deputy Commanding General des Kommandos. 2018 war er in dieser Verwendung wiederum im Nahen Osten eingesetzt während der Operation Inherent Resolve und traf bei dieser Gelegenheit auf Donald Trump. Im September 2019 zum Major General ernannt, übernahm er für zwei Jahre als Direktor das Special Access Programs Central Office in Virginia. 2021 war er für zwei Monate Special Assistant des Chief of the National Guard Bureau, wurde dann im November 2021 zum Lieutenant General ernannt und bis Dezember 2024 als Associate Director for Military Affairs bei der Central Intelligence Agency eingesetzt. Im gleichen Monat trat er der Investitionsfirma Shield Capital bei, welche im Bereich der Cybersicherheit investiert.

### Chairman of the Joint Chiefs of Staff
Nachdem Donald Trump im Februar 2025 den amtierenden Chairman of the Joint Chiefs of Staff, General Charles Q. Brown Jr., abgesetzt hatte, erklärte er zudem, dass er Dan Caine wieder in den aktiven Dienst berufen und zum Chairman machen wolle. Dieser Schritt ist insofern ungewöhnlich, dass eigentlich vorgesehen ist, dass der Präsident einen General ernennt, der bereits Vice Chairman of the Joint Chiefs of Staff war oder das Kommando über eine Teilstreitkraft oder ein Unified Combatant Command innegehabt hat, was bei Caine nicht der Fall ist. Trump machte somit von einer rechtlichen Ausnahmeregelung Gebrauch, als er Dan Caine ernannte. Die Anhörung im United States Senate Committee on Armed Services des Senates der Vereinigten Staaten für seine Ernennung zum General fand am 1. April 2025 statt, am 11. April 2025 bestätigte der Senat die Ernennung mit 60 zu 25 Stimmen. Caine war bereits vor der Abstimmung zum General ernannt worden. Am 14. April 2025 legte er den Amtseid ab („Swear In“).
Dan Caine ist der erste Chairman, der zuvor nicht bereits General oder Admiral gewesen ist, der erste, der bei seiner Ernennung ursprünglich bereits im Ruhestand war, der erste Angehörige aus einer Air National Guard und der erste Chairman seit 1997, der nicht vorher bereits im Gremium der JCS eingesetzt worden war.

## Auszeichnungen
- Defense Superior Service Medal
- Distinguished Flying Cross
- Bronze Star Medal
- Defense Meritorious Service Medal
- Meritorious Service Medal
- Air Medal
- Aerial Achievement Medal
- Air Force Commendation Medal
- Joint Service Achievement Medal
- Air Force Achievement Medal
- Air Force Outstanding Unit Award
- Combat Readiness Medal
- National Defense Service Medal
- Iraq Campaign Medal
- Global War on Terrorism Expeditionary Medal
- Global War on Terrorism Service Medal
- Air Force Expeditionary Service Medal
- Air Force Longevity Service Award
- Armed Forces Reserve Medal
- Air Force Training Ribbon
- Presidential Service Badge